# Kamasze (buty)

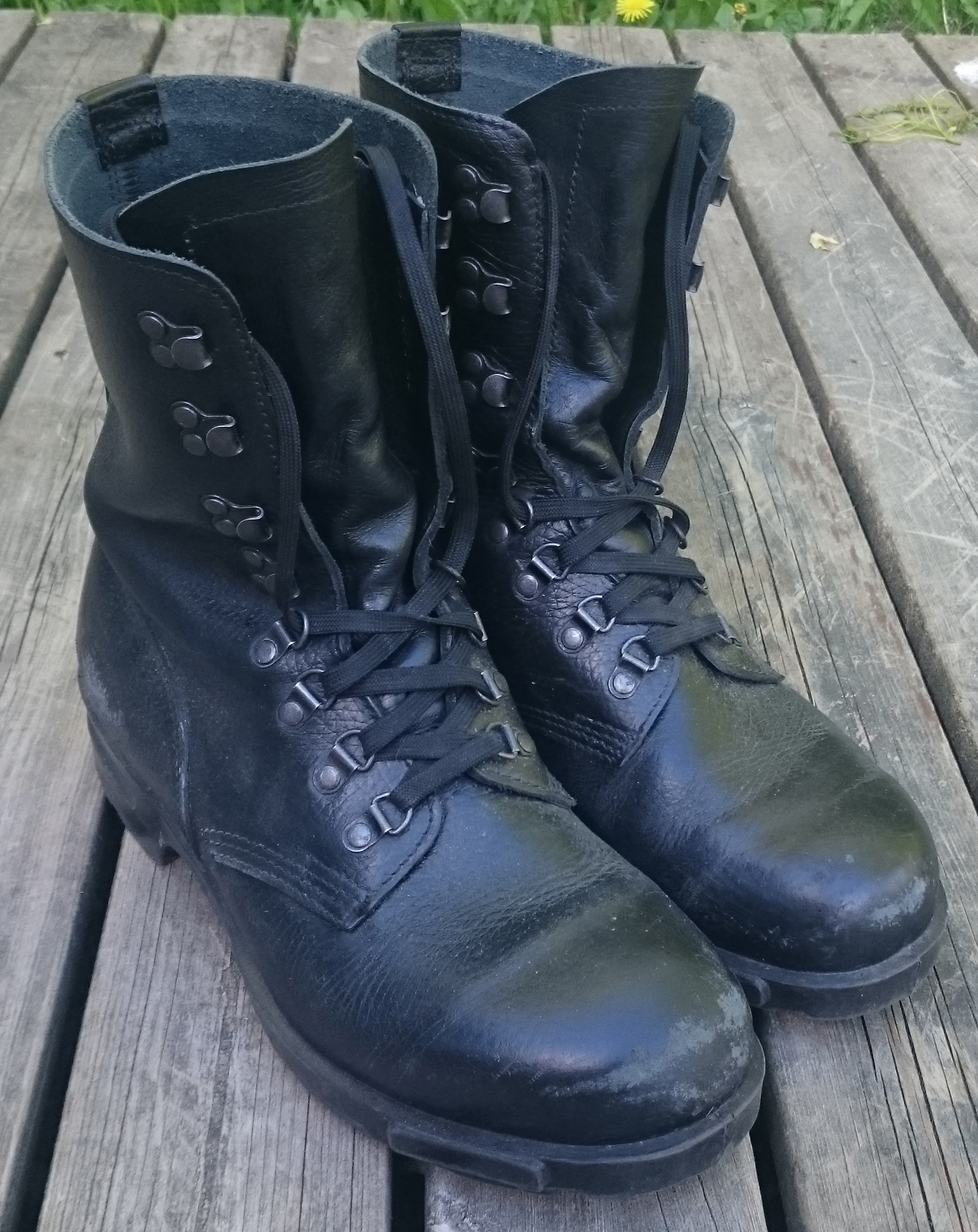
Norweskie buty wojskowe M77, zaliczane potocznie do kamaszy

Kamasze – potoczne określenie skórzanego sznurowanego męskiego obuwia, z cholewką za kostkę. Współcześnie odnoszące się zazwyczaj do obuwia wojskowego. Dawniej określenie sztybletów (butów z krótką cholewką i gumowymi wstawkami z boku).

## Etymologia
Nazwa pierwotnie wywodzi się z języka arabskiego, gdzie słowo "gadamasi" oznaczało skórę z miasta Gadames. Z języka arabskiego słowo to trafiło do Hiszpanii, gdzie słowem "guadamaci" określano tłoczoną skórę. Z kolei z języka hiszpańskiego przeszło ono do języka francuskiego jako "gamasche" oznaczające but ze skóry. Z języka francuskiego określenie skórzanego buta i samo słowo przeniknęło w XVII wieku do jednego z dialektów niemieckich, gdzie słowo "gamasche" oznaczało jakikolwiek but, a następnie zostało przyswojone w języku polskim na opisanie buta określonego kroju. Zwrot "wziąć, brać w kamasze, pójść w kamasze" jest związany z wojskową odmianą tego typu buta i żartobliwie oznacza powołanie do służby wojskowej.